# Końskowola (gromada)
Końskowola – dawna gromada, czyli najmniejsza jednostka podziału terytorialnego Polskiej Rzeczypospolitej Ludowej w latach 1954–1972.
Gromady, z gromadzkimi radami narodowymi (GRN) jako organami władzy najniższego stopnia na wsi, funkcjonowały od reformy reorganizującej administrację wiejską przeprowadzonej jesienią 1954 do momentu ich zniesienia z dniem 1 stycznia 1973, tym samym wypierając organizację gminną w latach 1954–1972.
Gromadę Końskowola z siedzibą GRN w Końskowoli (wówczas wsi) utworzono – jako jedną z 8759 gromad na obszarze Polski – w powiecie puławskim w woj. lubelskim na mocy uchwały nr 14 WRN w Lublinie z dnia 5 października 1954. W skład jednostki weszły obszary dotychczasowych gromad Końskowola, Młynki, Opoka, Pulki, Stara Wieś, Skowieszyn i Rudy oraz Witowice  ze zniesionej gminy Końskowola w tymże powiecie. Dla gromady ustalono 27 członków gromadzkiej rady narodowej.
1 stycznia 1959 do gromady Końskowola włączono wieś Sielce z gromady Osiny w tymże powiecie.
1 stycznia 1960 do gromady Końskowola włączono obszar zniesionej gromady Pożóg oraz wieś Wronów ze zniesionej gromady Osiny w tymże powiecie.
31 grudnia 1964 z gromady Końskowola wyłączono część obszarów wsi Rudy o powierzchni 96 ha, włączając ją do miasta Puław w tymże powiecie.
Gromada przetrwała do końca 1972 roku, czyli do kolejnej reformy gminnej. 1 stycznia 1973 w powiecie puławskim reaktywowano gminę Końskowola.